# جزيرة البغلة
جزيرة البغلة هي إحدى الجزر الواقعة في البحر الأحمر جنوب غرب السعودية، وتتبع منطقة جازان. (وهي إحدى جزر أرخبيل فرسان) أبعد الجزر السعودية في البحر الأحمر عن الساحل، إذ تبعد عنه نحو 58 ميلًا بحريًا. 